# Composite
Nella programmazione ad oggetti, il Composite è uno dei pattern fondamentali, definiti originariamente dalla Gang of Four.
Questo pattern permette di trattare un gruppo di oggetti come se fossero l'istanza di un oggetto singolo.
Il  design pattern Composite organizza gli oggetti in una struttura ad albero, nella quale i nodi sono delle composite e le foglie sono oggetti semplici.
È utilizzato per dare la possibilità ai client di manipolare oggetti singoli e composizioni in modo uniforme.

## Struttura di una composite

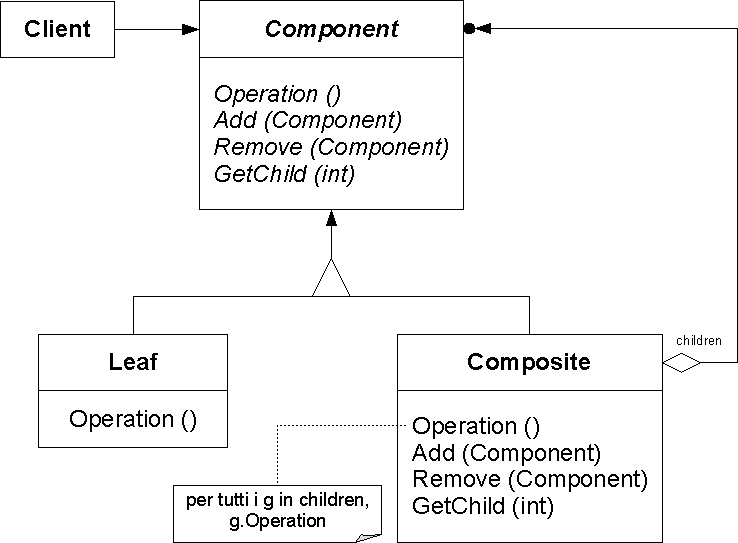
Struttura del pattern Composite

- Client: manipola gli oggetti attraverso l'interfaccia Component.
- Component: dichiara l'interfaccia per gli oggetti nella composizione, per l'accesso e la manipolazione di questi, imposta un comportamento di default per l'interfaccia comune a tutte le classi e può definire un'interfaccia per l'accesso al padre del componente e la implementa se è appropriata.
- Composite: definisce il comportamento per i componenti aventi figli, salva i figli e implementa le operazioni ad essi connesse nell'interfaccia Component.
- Leaf: definisce il comportamento degli oggetti primitivi, cioè delle foglie.

## Scopo
Quando i programmatori trattano dati strutturati ad albero devono spesso discriminare se stanno visitando un nodo o una foglia. Questa differenza è una possibile fonte di complessità per il codice e, se non trattata a dovere, rende il programma facilmente soggetto a errori. La soluzione è adottare un'interfaccia che permetta di trattare oggetti complessi e primitivi in modo uniforme. Nella programmazione orientata agli oggetti un Composite è un oggetto (per esempio una figura geometrica) progettato per composizione di uno o più oggetti simili (sempre per rimanere sullo stesso esempio: una figura geometrica come un trapezio può essere vista a sua volta come formata da due triangoli rettangoli e un rettangolo) che offrono tutti le medesime funzionalità.
Questa caratteristica è conosciuta anche come relazione "has-a" tra gli oggetti.
Il concetto fondamentale è che il programmatore manipola ogni oggetto dell'insieme dato nello stesso modo: sia esso un "raggruppamento" o un oggetto singolo. Le operazioni che possono essere effettuate sul Composite hanno spesso un denominatore comune, per esempio: se il programmatore deve visualizzare a schermo un insieme di figure potrebbe essergli utile definirne il ridimensionamento in modo tale da avere lo stesso effetto (in senso lato) del ridimensionamento di una singola figura.

## Quando usarlo
Il Composite può essere usato quando i client dovrebbero ignorare la differenza tra oggetti composti e oggetti singoli. Se durante lo sviluppo i programmatori scoprono che stanno usando più oggetti nello stesso modo, e spesso il codice per gestirli è molto simile, il Composite rappresenta una buona scelta di rifattorizzazione: in questa situazione, è meno complesso trattare oggetti primitivi e composti in modo omogeneo.

## Funzionamento
Attraverso l'interfaccia Component, il Client interagisce con gli oggetti della composite. Se l'oggetto desiderato è una Leaf, la richiesta è processata direttamente; altrimenti, se è una Composite, viene rimandata ai figli cercando di svolgere le operazioni prima e dopo del rimando.
In questo modo, si semplifica il Client, si creano delle gerarchie di classi, si semplifica l'aggiunta di nuovi componenti, anche se il design diventa troppo generale.

## Esempi
Il seguente esempio, scritto in Java, implementa una classe grafica che può essere o un'ellisse o una composizione di vari ellissi (o di qualsiasi altra classe che implementa Graphic, nel seguente esempio abbiamo solo Ellisse). Ogni figura può essere stampata. In forma algebrica,
```
Graphic = ellipse | GraphicList
GraphicList = empty | Graphic GraphicList
```

Può essere estesa fino ad implementare altre forme (rettangolo, ecc.) e metodi (traslare, ecc.).
```
List = empty_list | atom List | List List
```

Esempio con Java
```
import
 
java.util.List
;

import
 
java.util.ArrayList
;

interface
 
Graphic
 
{

    
//Stampa il grafico.

    
public
 
void
 
print
();

}

class
 
CompositeGraphic
 
implements
 
Graphic
 
{

    
//Collezione di grafici figli.

    
private
 
List
<
Graphic
>
 
mChildGraphics
 
=
 
new
 
ArrayList
<
Graphic
>
();

    
//Stampa il grafico.

    
public
 
void
 
print
()
 
{

        
for
 
(
Graphic
 
graphic
 
:
 
mChildGraphics
)
 
{

            
graphic
.
print
();

        
}

    
}

    
//Aggiunge il grafico alla composizione.

    
public
 
void
 
add
(
Graphic
 
graphic
)
 
{

        
mChildGraphics
.
add
(
graphic
);

    
}

    
//Rimuove il grafico dalla composizione.

    
public
 
void
 
remove
(
Graphic
 
graphic
)
 
{

        
mChildGraphics
.
remove
(
graphic
);

    
}

}

class
 
Ellisse
 
implements
 
Graphic
 
{

    
//Stampa il grafico.

    
public
 
void
 
print
()
 
{

        
System
.
out
.
println
(
"Ellisse"
);

    
}

}

public
 
class
 
Program
 
{

    
public
 
static
 
void
 
main
(
String
[]
 
args
)
 
{

        
//Inizializza quattro ellissi

        
Ellisse
 
ellisse1
 
=
 
new
 
Ellisse
();

        
Ellisse
 
ellisse2
 
=
 
new
 
Ellisse
();

        
Ellisse
 
ellisse3
 
=
 
new
 
Ellisse
();

        
Ellisse
 
ellisse4
 
=
 
new
 
Ellisse
();

        
//Inizializza tre grafici composti

        
CompositeGraphic
 
graphic
 
=
 
new
 
CompositeGraphic
();

        
CompositeGraphic
 
graphic1
 
=
 
new
 
CompositeGraphic
();

        
CompositeGraphic
 
graphic2
 
=
 
new
 
CompositeGraphic
();

        
//Compone i grafici

        
graphic1
.
add
(
ellisse1
);

        
graphic1
.
add
(
ellisse2
);

        
graphic1
.
add
(
ellisse3
);

        
graphic2
.
add
(
ellisse4
);

        
graphic
.
add
(
graphic1
);

        
graphic
.
add
(
graphic2
);

        
//Stampa i grafici completi (quattro volte la stringa "Ellisse").

        
graphic
.
print
();

    
}

}

```

Esempio con C++
```
#include
 
<iostream>

#include
 
<vector>

using
 
namespace
 
std
;

class
 
Component
 
{
 
public
:
 
virtual
 
void
 
traverse
()
 
=
 
0
;
 
};

class
 
Primitive
 
:
 
public
 
Component
 
{

   
int
 
value
;

public
:

   
Primitive
(
 
int
 
val
 
)
 
{
 
value
 
=
 
val
;
 
}

   
void
 
traverse
()
      
{
 
cout
 
<<
 
value
 
<<
 
"  "
;
 
}

};

class
 
Composite
 
:
 
public
 
Component
 
{

   
vector
<
Component
*>
 
children
;

   
int
                
value
;

public
:

   
Composite
(
 
int
 
val
 
)
     
{
 
value
 
=
 
val
;
 
}

   
void
 
add
(
 
Component
*
 
c
 
)
 
{
 
children
.
push_back
(
 
c
 
);
 
}

   
void
 
traverse
()
 
{

      
cout
 
<<
 
value
 
<<
 
"  "
;

      
for
 
(
int
 
i
=
0
;
 
i
 
<
 
children
.
size
();
 
i
++
)

          
children
[
i
]
->
traverse
();

}
  
};

class
 
Row
 
:
 
public
 
Composite
 
{
 
public
:
     
// Due diversi tipi di classi

   
Row
(
 
int
 
val
 
)
 
:
 
Composite
(
 
val
 
)
 
{
 
}
   
// "container".  La maggior parte del

   
void
 
traverse
()
 
{
                       
// codice è nella classe base Composite

      
cout
 
<<
 
"Row"
;
                       

      
Composite
::
traverse
();

}
  
};

class
 
Column
 
:
 
public
 
Composite
 
{
 
public
:

   
Column
(
 
int
 
val
 
)
 
:
 
Composite
(
 
val
 
)
 
{
 
}

   
void
 
traverse
()
 
{

      
cout
 
<<
 
"Col"
;

      
Composite
::
traverse
();

}
  
};

int
 
main
()
 
{

      
// In questo main creeremo il seguente albero

      
// Row1

      
//   |

      
//   +-- Col2

      
//   |     |

      
//   |     +-- 7

      
//   +-- Col3

      
//   |     |

      
//   |     +-- Row4

      
//   |     |     |

      
//   |     |     +-- 9

      
//   |     +-- Row5

      
//   |     |     |

      
//   |     |     +-- 10

      
//   |     +-- 8

      
//   +-- 6

 

      
// I nodi intermedi

      
Row
    
Row1
(
 
1
 
);

      
Column
 
Col2
(
 
2
 
);

      
Column
 
Col3
(
 
3
 
);

      
Row
    
Row4
(
 
4
 
);

      
Row
    
Row5
(
 
5
 
);

      
// Le foglie

      
Primitive
 
P6
(
6
);

      
Primitive
 
P7
(
7
);

      
Primitive
 
P8
(
8
);

      
Primitive
 
P9
(
9
);

      
Primitive
 
P10
(
10
);

      
// Struttura dell'albero

      
Row1
.
add
(
 
&
Col2
 
);

      
Row1
.
add
(
 
&
Col3
  
);

      
Col3
.
add
(
 
&
Row4
 
);

      
Col3
.
add
(
 
&
Row5
  
);

      
// Le foglie

      
Row1
.
add
(
  
&
P6
 
);

      
Col2
.
add
(
 
&
P7
 
);

      
Col3
.
add
(
  
&
P8
 
);

      
Row4
.
add
(
 
&
P9
 
);

      
Row5
.
add
(
  
&
P10
 
);

      
// Grazie al pettern attraversiamo l'intero albero

      
Row1
.
traverse
();

      
cout
 
<<
 
endl
;

      
// L'output è:

      
// Row1  Col2  7  Col3  Row4  9  Row5  10  8  6

      
return
 
0
;

}

```